# 台東区立金曽木小学校
台東区立金曽木小学校（たいとうくりつ かなそぎしょうがっこう）は、東京都台東区根岸4丁目にある区立小学校。

## 概要
児童は全員制服・制帽を着用。

## 沿革
- 1903年（明治36年）
  - 5月15日 - 式典挙行。
  - 5月18日[1] - 東京市金曽木尋常小学校創立。当時の所在地は、東京市下谷区下根岸町18・19・23・24番地だった。
- 1904年（明治37年） - 第1回卒業証書授与式挙行。
- 1907年（明治40年） - 高等科の認可がおりる。
- 1908年（明治41年） - 人家が増えたため1学年と2学年を2部学級とする。義務教育が延長され4年間から6年間となる。
- 1910年（明治43年） - 竜泉寺尋常小学校開校により、一部児童が転出し、2部学級は自然解消した。
- 1923年（大正12年）
  - 9月1日 - 12時頃に関東大震災発生したが、児童下校後に発生したため、人的被害は無かった。
  - 時期不明 - 坂本警察署が焼失したため、臨時に本校校舎を使用。避難民数百人を収容。
  - 10月1日 - この日より授業を再開。
- 1925年（大正14年） - 屋外運動場をコンクリート舗装する。
- 1932年（昭和7年）12月 - 鉄筋校舎に改築するため、上野凌雲院内の仮校舎に移転。
- 1934年（昭和9年） - 鉄筋コンクリート3階建（一部4階建）新校舎竣工。25mプール建設。
- 1941年（昭和16年）4月1日 - 国民学校令により、東京府東京市金曽木国民学校と改称。
- 1947年（昭和22年）4月1日 - 学制改革により、東京都台東区立金曽木小学校へ改称[3]。
- 1953年（昭和28年） - 校歌制定（作詞:西條八十、作曲:古関裕而）。
- 1985年（昭和60年） - 新校舎（現校舎）竣工。
- 2002年（平成14年） - 9教室冷房化（夜間電力利用の省エネ型冷暖房エアコン）。
- 2006年（平成18年）4月1日 - 台東区立台東小学校を統合[4]。
- 2008年（平成20年） - 特別教室4教室冷房化。
- 2019年（令和元年） - トイレ洋式化。体育館にエアコン設置。
- 2024年（令和6年） - この年から2026年（令和8年）にかけて、校舎老朽化による校舎大規模改修実施（予定）[5]。

## 通学区域
東京都台東区教育委員会によって指定されている金曽木小学校の通学区域は、以下の通り。
- 根岸三丁目（13番、15番-22番）
- 根岸四丁目（1番-7番、9番-19番）
- 根岸五丁目（1番-15番）
- 下谷二丁目（13番1号-5号・14号-24号、14番-24番）
- 下谷三丁目（全域）
- 竜泉一丁目（全域）
- 竜泉二丁目（1番-19番）
- 入谷一丁目（27番、29番-33番）
- 入谷二丁目（34番-39番）
- 千束二丁目（33番4号-10号、34番4号-9号、35番4号-9号、36番4号-10号）

## 進学先中学校
公立中学校に進学する場合は次の1校が東京都台東区教育委員会により指定されている。
- 台東区立柏葉中学校

## 所在地
東京都台東区根岸4丁目16番22号

## 交通
- 東京メトロ日比谷線入谷駅・三ノ輪駅から、徒歩10分。
- JR東日本山手線・京浜東北線鶯谷駅から、徒歩15分。
- 都営バス「都08」系統（日暮里 - 錦糸町）で、「下谷3丁目」バス停下車後、徒歩1分[9]。

## 著名な卒業生
- 安達利昌 - 囲碁棋士、2003年度卒業